# Erik Steinhagen
Erik Steinhagen (ur. 11 października 1989) – niemiecki pływak, specjalizujący się głównie w stylu klasycznym.
Brązowy medalista mistrzostw Europy na krótkim basenie ze Szczecina w sztafecie 4 x 50 m stylem zmiennym. 